# El país de las pieles
El país de las pieles es una novela del escritor francés Julio Verne aparecida por entregas en la Magasin d’Education et de Récréation desde el 20 de septiembre de 1872 (volumen 16, número 186) hasta el 15 de diciembre de 1873 (volumen 18, número 216), y publicada como libro en dos tomos (9 de junio de 1873 y 27 de octubre de 1873) y en un volumen doble el 13 de noviembre de 1873.

## Argumento
La Compañía Comercial de la Bahía de Hudson organiza un viaje al norte del Canadá con destino al Cabo Bathurst, en el océano Ártico. La expedición es dirigida por el teniente Jasper Hobson, y lleva con ella a la distinguida señorita Paulina Barnett. En el último momento, se une a la expedición el astrónomo Thomas Black, enviado para ser el observador más boreal del eclipse del siguiente año. Después de un largo recorrido, todo parece marchar bien para la expedición, cuando aumenta la actividad volcánica y tiene lugar un fuerte terremoto.

## Lista de capítulos

### Primera parte
- I Una fiesta en el Fuerte Confianza.
- II Hudson’s Bay Fur Company.
- III Un sabio deshelado.
- IV Una factoría.
- V Del Fuerte Confianza al Fuerte Empresa. (enlace roto disponible en Internet Archive; véase el historial, la primera versión y la última).
- VI Un duelo de wapitis.
- VII El círculo polar.
- VIII El Gran Lago del Oso.
- IX Una tempestad en el lago.
- X Ojeada retrospectiva.
- XI Siguiendo el perfil de la costa.
- XII El sol de medianoche.
- XIII El Fuerte Esperanza.
- XIV Algunas excursiones.
- XV A quince millas del Cabo Bathurst.
- XVI Dos disparos.
- XVII La aproximación del invierno.
- XVIII La noche polar.
- XIX Una visita entre vecinos.
- XX Donde el mercurio se hiela.
- XXI Los grandes osos polares.
- XXII Durante cinco meses.
- XXIII El eclipse del 18 de julio de 1860.

### Segunda parte
- I Un fuerte flotante.
- II La situación de la isla.
- III Una vuelta alrededor de la isla.
- IV Un campamento de noche.
- V Del 25 de julio al 20 de agosto.
- VI Diez días de tempestad.
- VII Un grito y una luz.
- VIII Una excursión de Paulina Barnett.
- IX Aventuras de Kalumah.
- X La corriente de Kamchatka
- XI Una comunicación de Jasper Hobson.
- XII Una tentativa audaz.
- XIII A través del campo de hielo.
- XIV Los meses de invierno.
- XV Una última exploración.
- XVI El deshielo.
- XVII La avalancha.
- XVIII ¡A trabajar todo el mundo!
- XIX El Mar de Behring.
- XX En alta mar.
- XXI Donde la isla se convierte en islote.
- XXII Los cuatro días siguientes.
- XXIII Sobre un témpano de hielo.
- Conclusión.